# TourCert

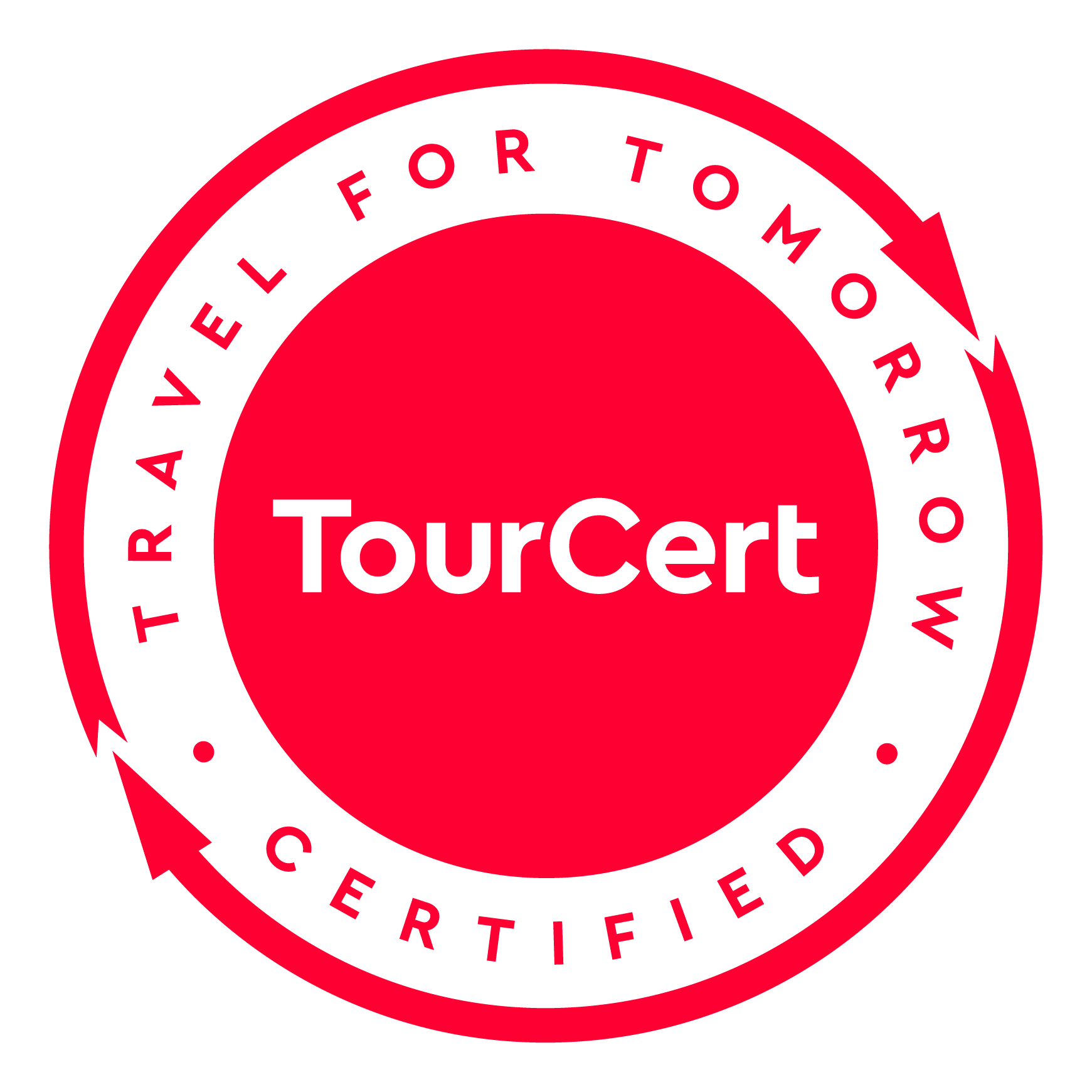
TourCert-Siegel

TourCert gGmbH ist eine gemeinnützige Organisation für Zertifizierungen im Tourismus und hat es sich zur Aufgabe gemacht, ökologische, soziale und ökonomische Unternehmensverantwortung im Tourismus zu fördern. TourCert berät und begleitet Reiseveranstalter, Unterkünfte, Destinationen und andere Tourismusunternehmen bei der Umsetzung eines konsequent nachhaltigen Wirtschaftens und qualifiziert dahingehend Interessenten und Teilnehmer mit Seminaren und Online-Trainings.
TourCert wurde 2009 von den Gesellschaftern die Naturfreunde, kate - Umwelt und Entwicklung in Stuttgart, Tourism Watch sowie der Hochschule für nachhaltige Entwicklung Eberswalde als gemeinnützige Gesellschaft (GbR) gegründet und 2015 in eine Gemeinnützige GmbH umgewandelt. Der Firmensitz ist Stuttgart.
Tourismusunternehmen, die eine Zertifizierung beantragen, haben einen Nachhaltigkeitsbericht sowie ein Verbesserungsprogramm zu erstellen. Mit der Verleihung sind die zertifizierten Unternehmen verpflichtet, ihre Nachhaltigkeitsleistung kontinuierlich zu verbessern.
Die Entwicklung des Zertifizierungsprozesses wurde von der Deutschen Bundesstiftung Umwelt gefördert. 2009 wurden die ersten 15 Reiseveranstalter zertifiziert und auf der ITB von Klaus Töpfer ausgezeichnet.
Das Zertifizierungsprogramm war zunächst für kleine Unternehmen konzipiert, heute sind auch große Veranstalter wie Kuoni oder Gebeco zertifiziert worden.
Das Zertifizierungssystem wurde von der vom Bundesverband Verbraucher Initiative betriebenen Seite Label-Online mit der Bestnote „empfehlenswert“ ausgezeichnet. TourCert ist akkreditiert durch den Global Sustainable Tourism Council.
Der Unternehmensverband Forum Anders Reisen e.V. hat die Einführung des TourCert-Systems für seine Mitglieder verbindlich zum Standard gemacht.
Die Prüfung wird von einem Gutachter durchgeführt, der nach Angaben der Organisation unabhängig agiert. Über die Zertifizierung entscheidet der TourCert-Zertifizierungsrat, der sich aus Vertretern aus Wirtschaft, Wissenschaft, Umwelt, Entwicklung und Politik zusammensetzt, nach vorher definierten Kriterien. Die Zertifizierung ist im ersten Schritt zwei Jahre gültig, dann erfolgt alle 3 Jahre eine Rezertifizierung.